# Waiwai
I Waiwai  sono un gruppo etnico del Brasile, la cui popolazione è stimata in 2.914 individui nel 2005.

## Lingua
Parlano la lingua Waiwai, idioma amerindo che appartiene alla famiglia linguistica Karib.

## Insediamenti
Sono originari dei territori al confine tra la Guyana e il Brasile, ma al 2005 vivevano esclusivamente in territorio brasiliano, all'interno degli stati di Amazonas, Pará e Roraima, nei seguenti territori indigeni (dati riferiti al 2005):
- territorio di Nhamundá-Mapuera (Pará):1.049.520 ettari popolati da 2.218 persone.
- territorio di Trombetas-Mapuera (Amazonas, Roraima, Pará): 3.970.420 ettari ospitanti 500 persone.
- territorio dei Wai-Wai (Roraima): 405.698 ettari per 196 persone.

## Storia
La principale difficoltà nello stabilire le date dei primi contatti con i Waiwai è comune un po' a tutte le etnie indigene stanziate nella foresta amazzonica: la notevole quantità di denominazioni diverse attribuite a un solo gruppo rende problematico il tracciarne eventuali cenni storici o lo stabilire cronologie dei contatti. Nel XIX secolo sono tre gli esploratori ad aver menzionato i Waiwai: il geografo tedesco Robert Hermann Schomburgk, che attraversò la regione del fiume Orinoco tra il 1835 e il 1839 e di nuovo nel 1843; il geologo britannico Barrington Brown, che annotò informazioni sui Waiwai tramite i gruppi dei Wapixana e dei Mawayana nel novembre del 1870 e stabilì che essi dovevano essere stanziati a sud della catena montuosa Acarai; il geografo francese Henri Coudreau, che incontrò i Waiwai nel 1884 sul fiume Mapuera, nella regione a sud della catena Acaraí, li denominò "Ouayeoue" e ne stimò la popolazione in circa 3.000 o 4.000 persone distribuite su sette villaggi. 
Nel XX secolo alcuni conflitti interni coinvolsero i Waiwai e il sottogruppo dei Parukoto; i dissidi rientrarono dopo pochi anni, con i Parukoto che si reintegrarono in modo stabile tra i Waiwai. In questo periodo, alcune spedizioni di missionari registrarono forti scambi, commerciali e non, tra i Waiwai e altri gruppi indigeni, tra cui i Tarumã e i Wapixana. Dal 1925 al 1950 ebbe luogo un consistente movimento migratorio del gruppo, che portò i Waiwai a insediarsi presso l'alto corso del fiume Essequibo, in Guyana, per vivere sulle rive di corsi d'acqua più grandi. Sul Mapuera  erano stanziati altri sottogruppi dei Parukoto (Xerew, Mawayana).